# Pierre Bonnaud (peintre)
Pour les articles homonymes, voir Pierre Bonnaud et Bonnaud.
Pierre Bonnaud, né le 16 novembre 1865 à Lyon (3e) et mort le 15 juillet 1930 dans la même ville, est un peintre français.

## Biographie
Élève de l’École des beaux-arts de Lyon puis de Paris puis de Jean-Paul Laurens et de Gustave Moreau, il est régulièrement médaillé au Salon des artistes français où il expose dès 1890. Il travaille aussi pour des journaux de mode.

## Collections publiques
- Musée des beaux-arts de Lyon :
  - Les Soupeuses, huile sur toile[2]

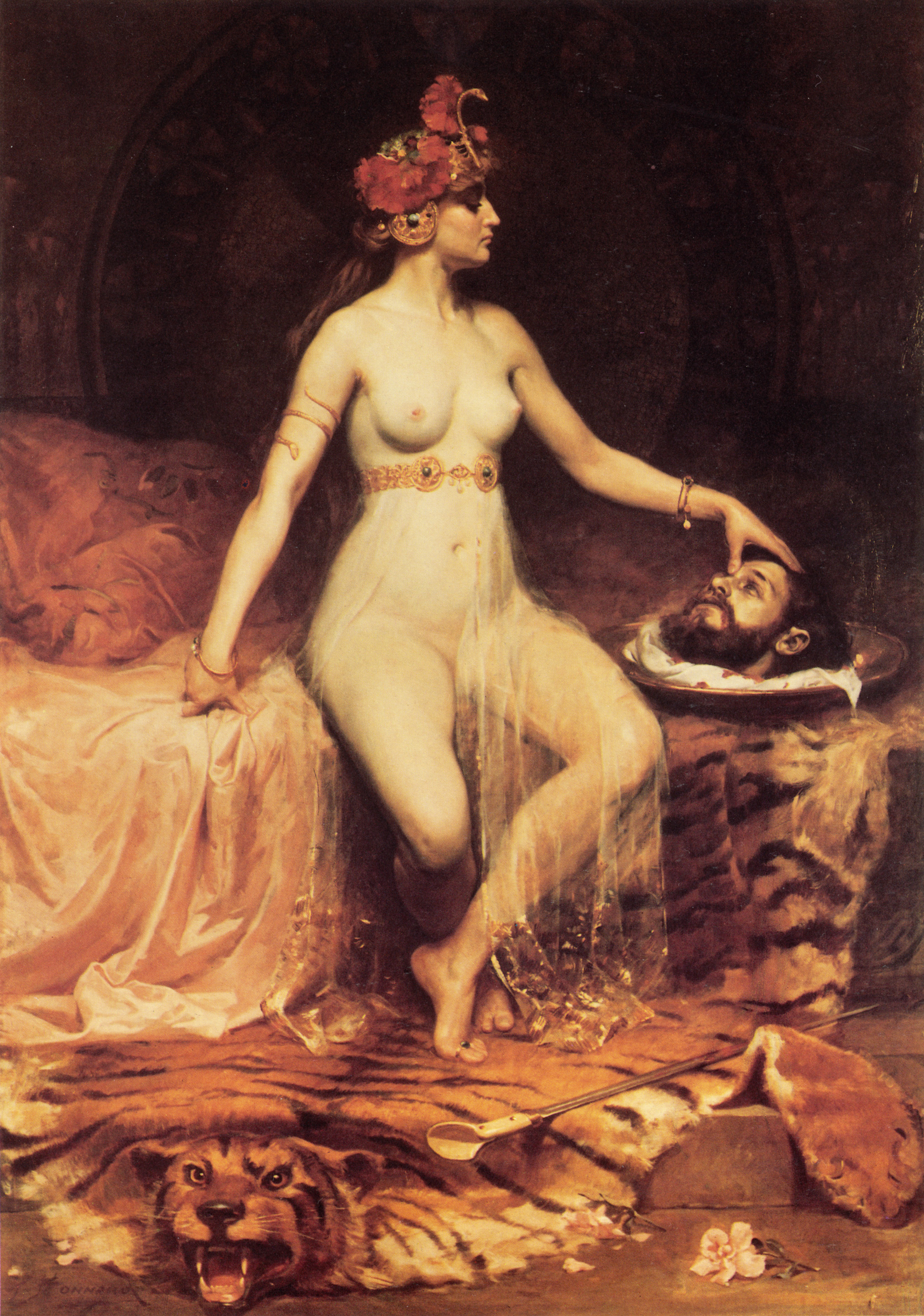
Salomé (vers 1900), Paris, musée Hébert.

  - Portrait de femme, huile sur toile[3]
- Fondation Alexandre Vassiliev, 1880, Etude de portrait pour une Italienne, École des Beaux Arts de Lyon
- Paris, musée Hébert : Salomé, vers 1900, huile sur toile
- Chez l'armurier, Hôtel de ville de Lyon
- Théramène
- Portrait de l'artiste par lui-même
- Portrait de Mme Roux-Parassac
- Chanson de Louis XIII
- Retour de chasse
- Les Vendanges.

Sculptures
- Jeanne d'arc (bronze)
- Danseuses antiques

## Hommages
- Une rue du 3e arrondissement de Lyon porte son nom.